# ألبرت جونسون (لاعب كرة قدم كندي)
ألبرت جونسون (30 نوفمبر 1879 في كندا - 2000) هو لاعب كرة قدم كندي في مركز الوسط، شارك في الألعاب الأولمبية الصيفية 1904.

## وصلات خارجية
- ألبرت جونسون على موقع أوليمبيديا (الإنجليزية)